# 76 (Armin van Buuren-album)
76 Armin van Buuren első lemeze, amelyet 2003-ban adott ki, az album a nevét, Armin születési évéről kapta, ugyanis 1976-ban született a holland DJ.
Az albumra Armin van Buuren korábban kiadott dalai is felkerültek, mint például a 2000-ben megjelent "Communication", vagy a 2001-ben debütált "The sound of goodbye".

## Dalok listája
1. Prodemium [2:05]
2. Precious [6:58]
3. Yet Another Day [5:24] (Közreműködik Ray Wilson)
4. Burned with Desire [5:53] (Közreműködik Justine Suissa)
5. Blue Fear 2003 [7:33]
6. From the Heart [7:30] (Közreműködik System F)
7. Never Wanted This [4:53] (Közreműködik Justine Suissa)
8. Astronauts [5:36]
9. Stay [5:08] (Közreműködik Krezip)
10. Wait for You (Song for the Ocean) [7:12] (Közreműködik Victoria Horn)
11. Sunburn [6:16]
12. Communication [4:16]
13. Slipstream [7:07] (Közreműködik Airwave)